# Превој
Превој или ијек. пријевој је улегнути део планине, брда или гребена, кроз који обично води пут или од једне стране планине до друге. С обзиром да су бројне планине у свету кроз историју представљале препреку трговцима, војницима и осталим путницима, превоји су играли кључну улогу у трговини, ратовима и миграцијама.
Тренутно највиши превој на свету оспособљен за пролаз возила је превој Мана, смештен на Хималајима, на граници између Индије и Тибета, Кина.

## Галерија
- Превој Стелвио у Алпима
(Италија)
- Превој Агуа Негра
(Аргентина/Чиле)
- Превој мртве жене на стази Инка
(Перу)
- Превој у Татрама
(Орнак, Пољска)
- Превој у Словачком красу
(Словачка)